# Ophthalmolebias
Ophthalmolebias – rodzaj ryb karpieńcokształtnych z rodziny strumieniakowatych (Rivulidae).

## Klasyfikacja
Gatunki zaliczane do tego rodzaju:
- Ophthalmolebias bokermanni
- Ophthalmolebias ilheusensis
- Ophthalmolebias perpendicularis
- Ophthalmolebias rosaceus
- Ophthalmolebias suzarti